# Милон Трирски
Милон (на немски: Milo von Trier; * VII век, Трир, Курфюртво Трир; † ок. 753, Трир, Курфюртво Трир) e епископ на Трир (715 – 753) и епископ на Реймс (717 – 744).

## Биография
Произлиза от знатна австразийска фамилия. Син е на Лиутвин, който е херцог на Белгийска Галия и епископ на Трир, Реймс и Лаон. Чичо му граф Басин бил също епископ на Реймс. Брат е на граф Видо, който основава знатния род Гвидоните или Видоните, и на Ротруда от Трир, първата съпруга на Карл Мартел и баба на Карл Велики. Милон е привърженик на Карл Мартел.
През 717 г. Милон наследява баща си във фамилния им манастир Метлах на Саар и става негов наследник като епископ на Реймс. Милон участва в битката на 24 или 28 март 717 г., в която Карл Мартел при Венси (близо до дн. Камбре) разгромява Хилперих II, краля на Неустрия и майордом Раганфрид. На 3 март 744 г. Милон е сменен в Реймс от епископ Абел, по нареждане на папа Захарий, вероятно по съвет на противника на Милон Бонифаций.
Милон е убит по време на лов от дива свиня в гората при Меуленвалд при Трир (в Рейнланд-Пфалц). Погребан е в катедралата на Трир.